# Ota Benga

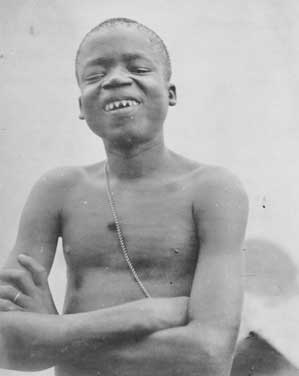
Ota Benga la Expoziția Universală din Saint Louis din 1904

Ota Benga (n. 1883, Kasai River⁠(d), Statul Independent Congo – d. 20 martie 1916, Lynchburg⁠(d), Virginia, SUA) a fost un pigmeu din Congo, cunoscut pentru destinul său tragic, fiind o perioadă exponat uman la Expoziția Universală din Saint Louis din 1904 și la Grădina zoologică umană din cadrul Bronx Zoo în 1906.
Viața sa tristă a fost rezultatul lăcomiei coloniale justificate de bizara știință a eugeniei.
Ota Benga a luptat pentru a-și păstra demnitatea intactă, în ciuda faptului că a fost supus unui tratament degradant.

## Primii ani din viață
S-a născut în cadrul tribului Mbuti într-o regiune din vecinătatea râului Kasai, care ulterior avea să intre în componența statului Congo Belgian, supus regelui Leopold al II-lea.
Trupele de ocupație, Force Publique, i-au ucis familia, iar Ota Benga este capturat și forțat să lucreze ca sclav.

## Exponat uman
În 1904, omul de afaceri american Samuel Phillips Verner îl descoperă pe Ota Benga.
Verner fusese trimis în Congo într-o expediție comandată de statul american Louisiana, care urma organizeză o expoziție la târgul Mondial din Saint Louis, prin care să educe publicul pentru o ramură rasistă de antropologie.
Misiunea omului de afaceri era să găsească niște pigmei autentici pe care să-i prezinte drept veriga lipsă din evoluția omului.
Remarcând culoarea neagră a pielii, talia scundă și dinții piliți ca niște colți de animal, Werner l-a considerat pe Benga specimenul de care avea nevoie și l-a cumpărat pentru o jumătate de kilogram de sare și o bucată de pânză.
Grupul lui Werner l-a adus pe Benga la Saint Louis, unde a fost atracția principală a Târgului Mondial din 1904.
El și ceilalți africani ținuți în captivitate și au dat seama repede că mulțimea dorea să vadă oameni sălbatici, așa că au început să imite dansurile și luptele pe care le-au văzut la amerindienii din apropiere.

## Ultimii ani din viață
Expoziția i-a revoltat pe preoții locali de culoare, care au cerut eliberarea lui Benga.
A fost plasată în cele din urmă în custodia lui James M. Gordon, pastorul care a condus campania de eliberare a lui Benga.
În vârstă de 27 de ani, pigmeul a ajuns să locuiască la orfelinatul lui Gordon.
O perioadă, Ota Benga a lucrat la o fabrică de tutun.
Dar în continuare dorea să se întoarcă în patria sa natală.
Izbucnirea Primului Război Mondial a bulversat transportul transatlantic, iar ocupația germană din Belgia a aruncat Congo între un haos birocratic, fiind blocat accesul în țară.
La 20 martie 1916, după o viață în captivitate, deprimat că nu se mai putea întoarce acasă, Ota Benga s-a împușcat în inimă.